# پاول گوستاو فیشر
پاول گوستاو فیشر (زاده ۲۲ ژوئیه ۱۸۶۰ – درگذشته ۱ مه ۱۹۳۴) نقاش واقع‌گرای اهل دانمارک بود.

## زندگی‌نامه
پاول فرزند فیلیپ آگوست فیشر (۱۸۱۷–۱۹۰۷) و گوستافوا آلبرتینا سودگرن (۱۸۲۷–۱۸۸۳)، در کپنهاگ، دانمارک و در خانواده‌ای از طبقهٔ متوسط رو به بالا متولد شد. او از نسل چهارم یک خانواده یهودی بود که از لهستان آمده بودند. پدرش ابتدا به عنوان نقاش شروع به کار کرد، اما بعدها در کار تولید رنگ و لاک به موفقیت شغلی رسید.
در اواسط نوجوانی، تحصیلات رسمی‌اش را به مدت دو سال در آکادمی سلطنتی هنرهای زیبای دانمارک گذراند. فیشر زمانی که هنوز جوان بود، با راهنمایی پدرش شروع به نقاشی کرد. او از ۱۸۷۸ در کارخانهٔ پدرش مشغول به کار شد و آثارش را نیز به‌طور منظم از سال ۱۸۸۴ تا ۱۹۰۲ در نمایشگاه بهاره شارلوتنبورگ به نمایش می‌گذاشت.
به لطف چاپ نقاشی‌هایش در مجلهٔ دانمارکی بیرون و خانه، با نقاش‌های واقع گرای جوان دانمارکی ارتباط برقرار کرده و شهرت او شروع به تکامل کرد. به دلیل اینکه فیشر در اولین آثارش زندگی شهری را به تصویر می‌کشید، او را «نقاش کپنهاگ» (به دانمارکی: Københavns maler) می‌نامند. پس از چهار سال اقامت در پاریس از ۱۸۹۱ تا ۱۹۸۵، رنگ‌ها در آثارش غنی‌تر و روشن‌تر شدند. طولی نکشید که فیشر با به تصویر کشیدن صحنه‌هایی از اسکاندیناوی، ایتالیا و آلمان، به عنوان «نقاش شهرها» شهرت یافت که بین سال‌های ۱۸۹۰ تا ۱۹۱۰ به اوج خود رسید.
او از هنرمندان معاصر نروژ و سوئد به ویژه کارل لارسون بهره برد. در همان مقطع زمانی، صحنه‌هایی از حمام آفتاب زنان برهنه را نقاشی و همچنین به طراحی پوستر‌هایی با الهام از تئوفیل استاینلن و آنری دو تولوز-لوترک علاقه پیدا کرد.
در دوره‌ای که او به‌طور فعال نقاشی می‌کرد، هنر دانمارکی تحت سلطهٔ لوریتس توکسن بود. علیرغم عدم شناخت انتخابی فیشر در طول زندگی، آثار او فروش خوبی داشت. یکی از رویدادهای مهمی که باعث موفقیت او در رقابت با توکسن شد، زمانی بود که سوئد حاکمیت نروژ را به نروژی‌ها بازگرداند و فیشر به جای توکسن، مأموریت نقاشی این رویداد را از پادشاه نروژ دریافت کرد.

## زندگی شخصی
فیشر اولین بار در سال ۱۸۸۶ با داگنی گرونبرگ (۱۸۶۷–۱۹۲۰) ازدواج کرد، اما خیلی زود از همدیگر جدا شدند. سپس در سال ۱۹۱۴ با خواننده‌ای به نام مارتا ویلهلمین جنسن (۱۸۸۸–۱۹۶۶) ازدواج کرد.
پاول گوستاو فیشر سال ۱۹۳۴ در گنتافته، هوودستادن درگذشت.

## نگارخانه

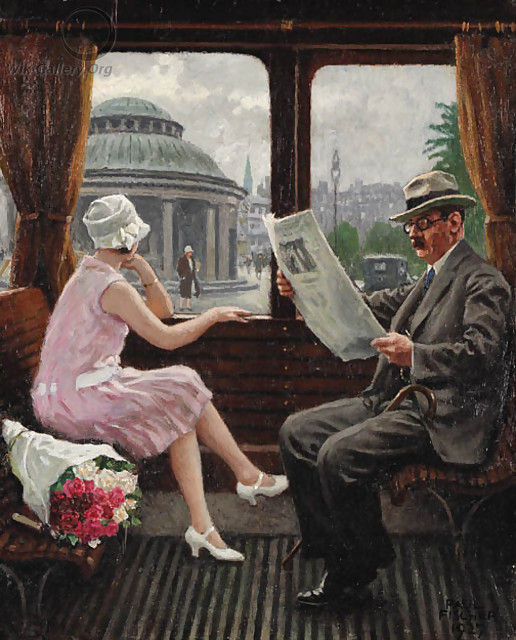
در قطار (۱۹۲۷)
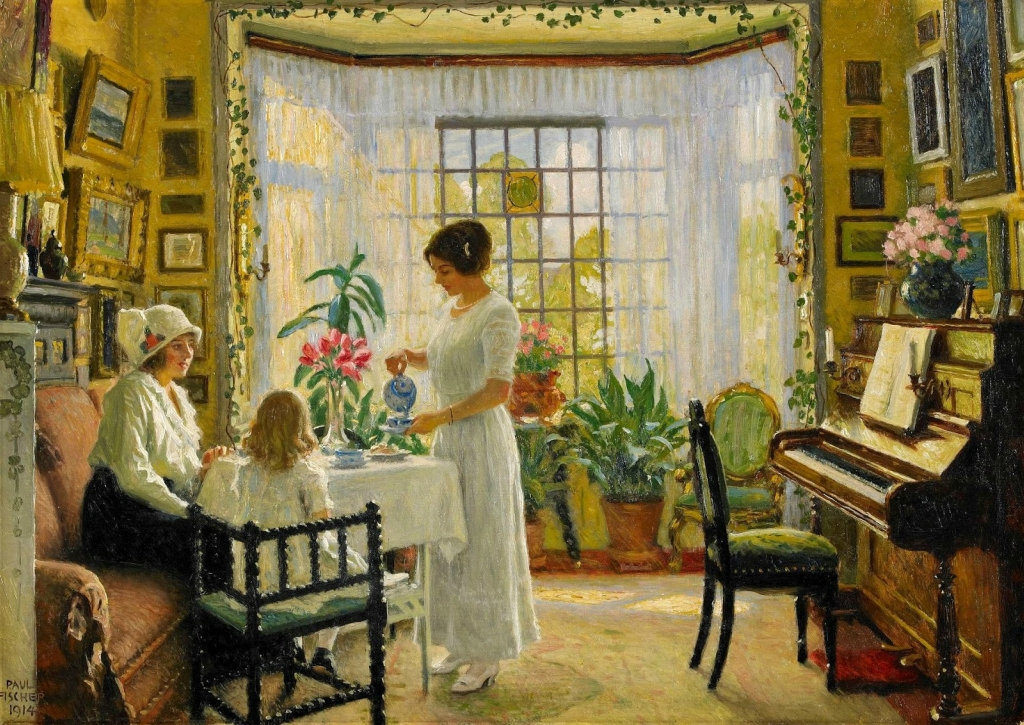
داخلی (۱۹۱۴)
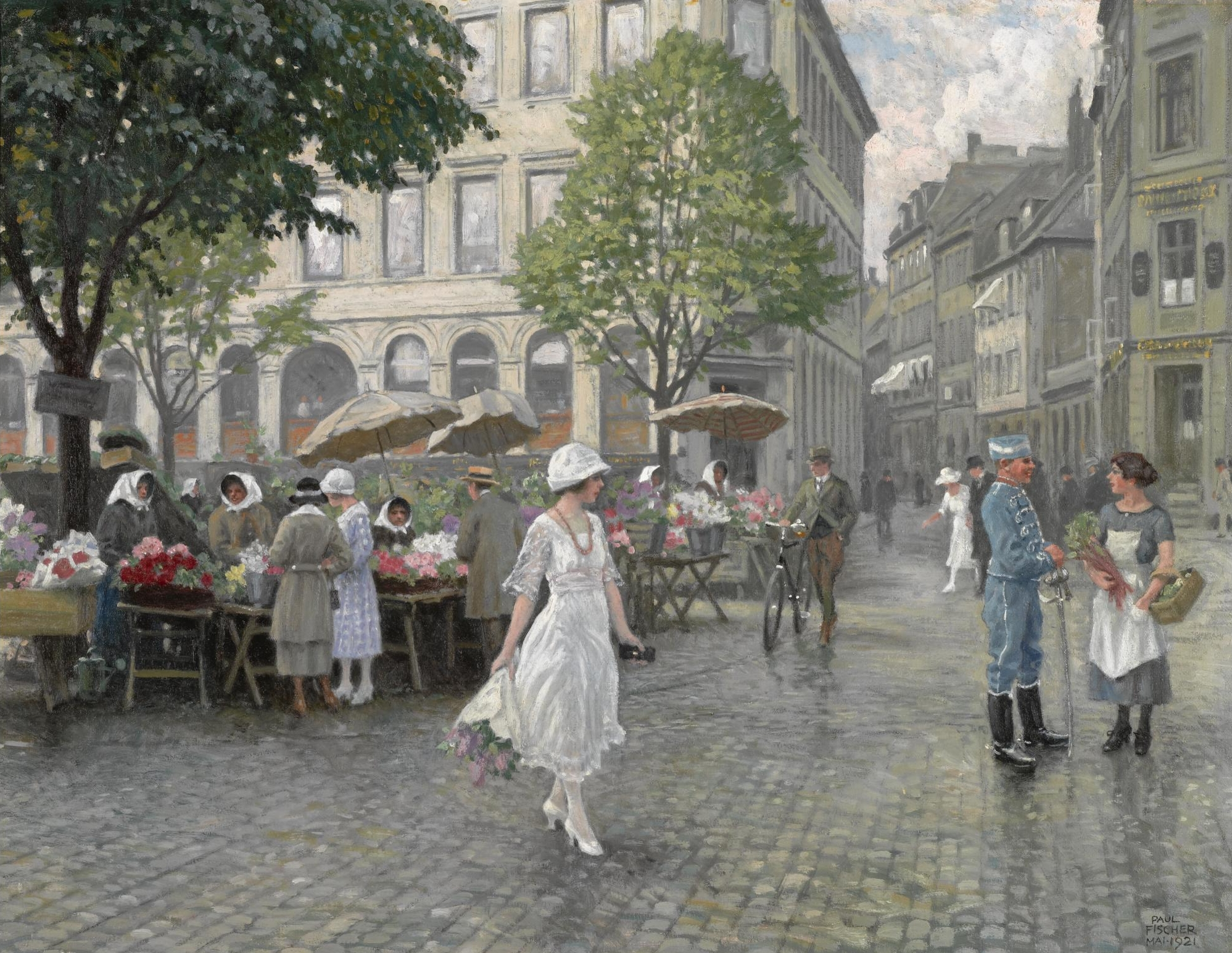
کپنهاگ (۱۹۲۱)
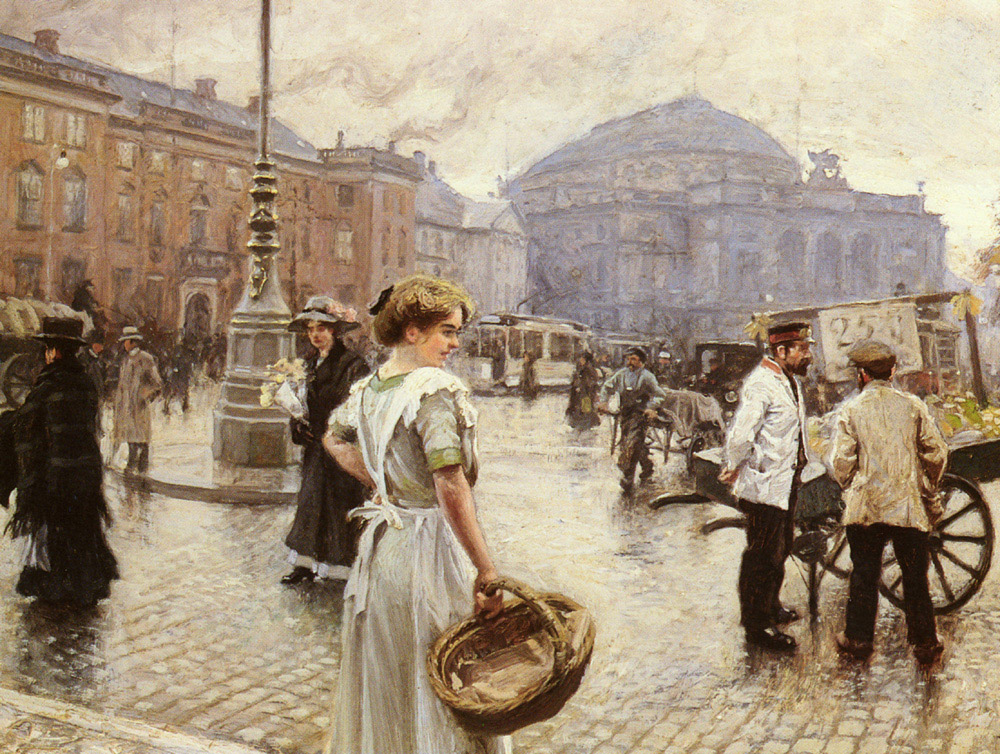
نمایی از کونگس نیتورو (به دانمارکی: Kongens Nytorv)
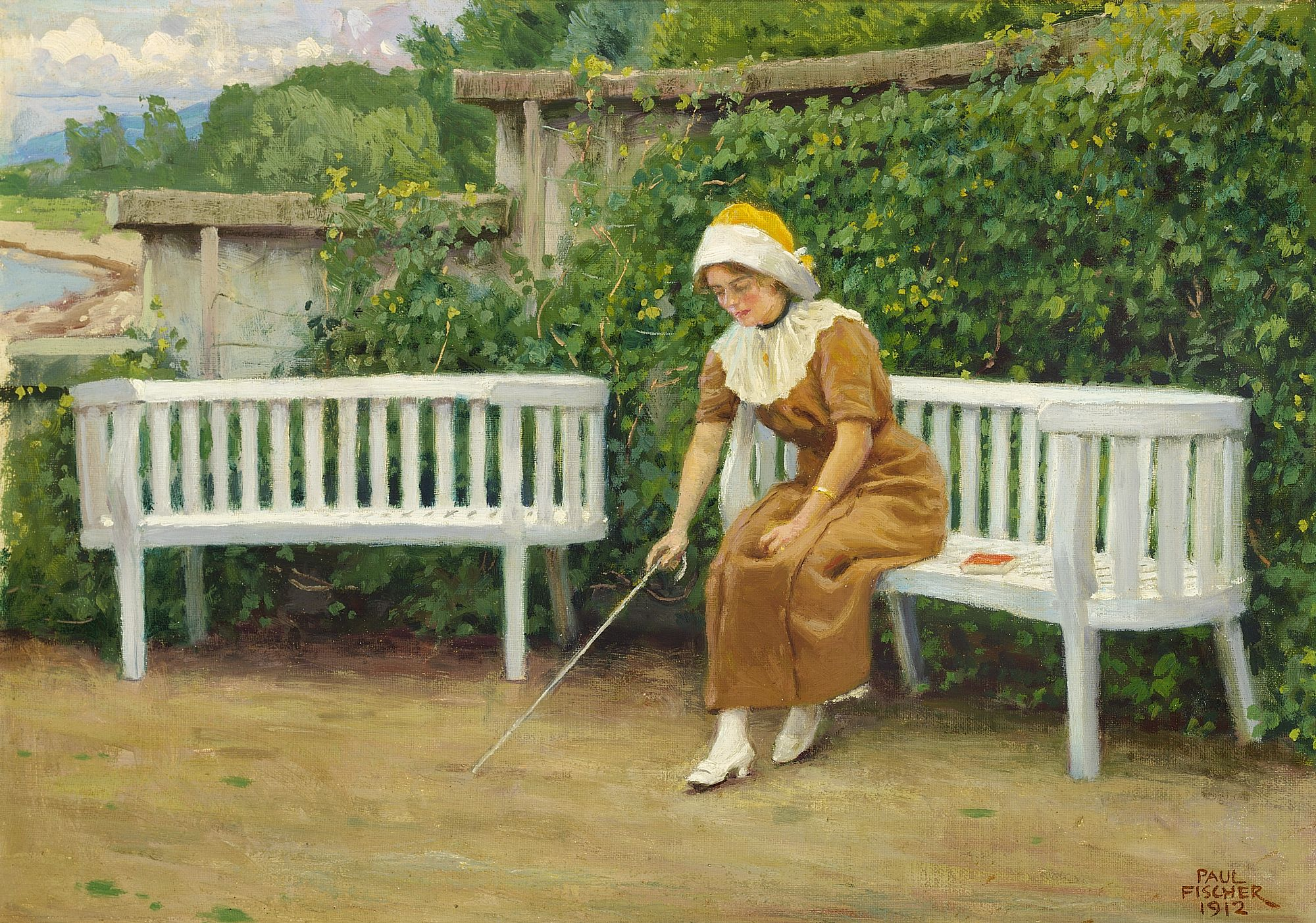
در افکار (۱۹۱۲)
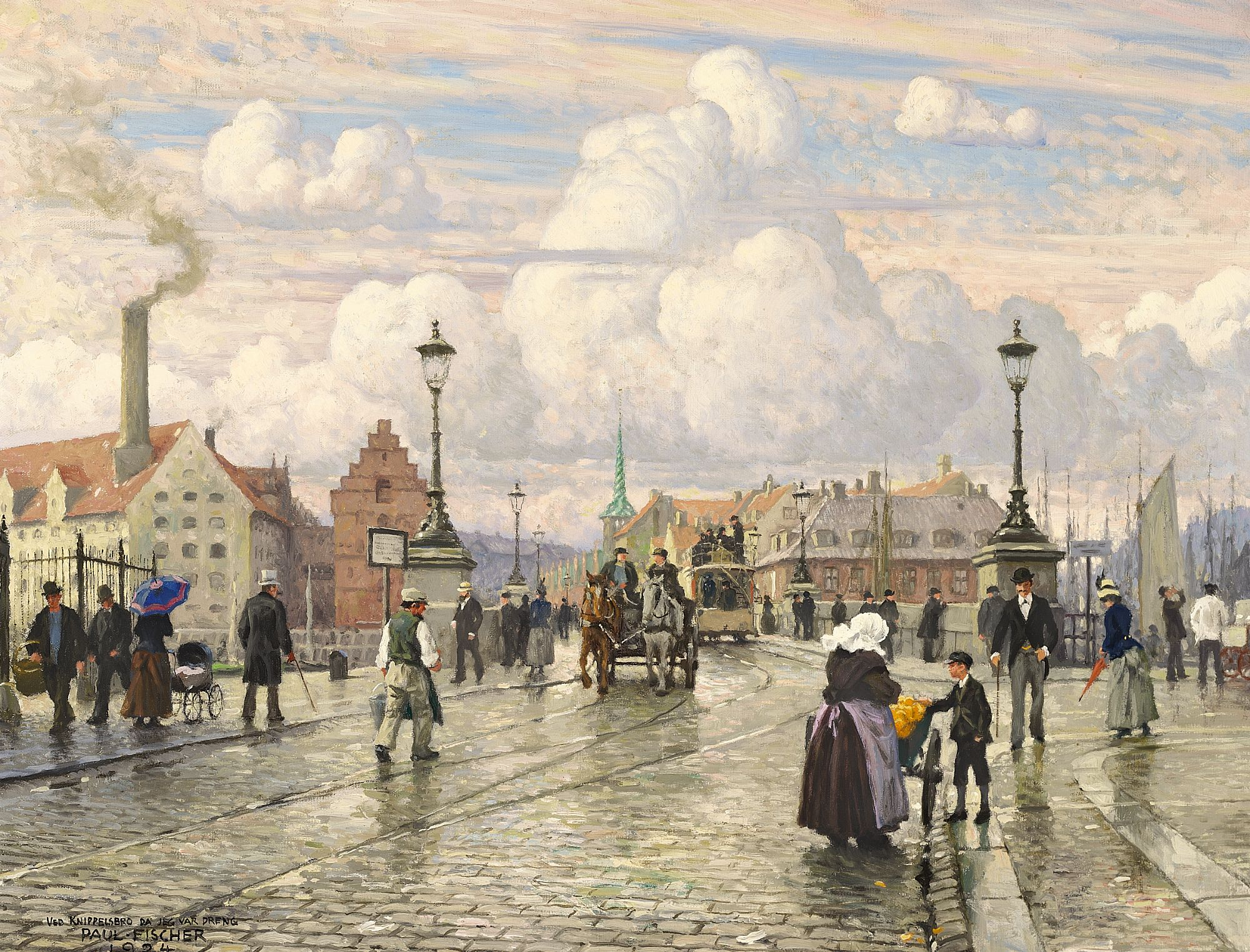
صحنه ای از نیپلزبرو (به دانمارکی: Knippelsbro) (1924)
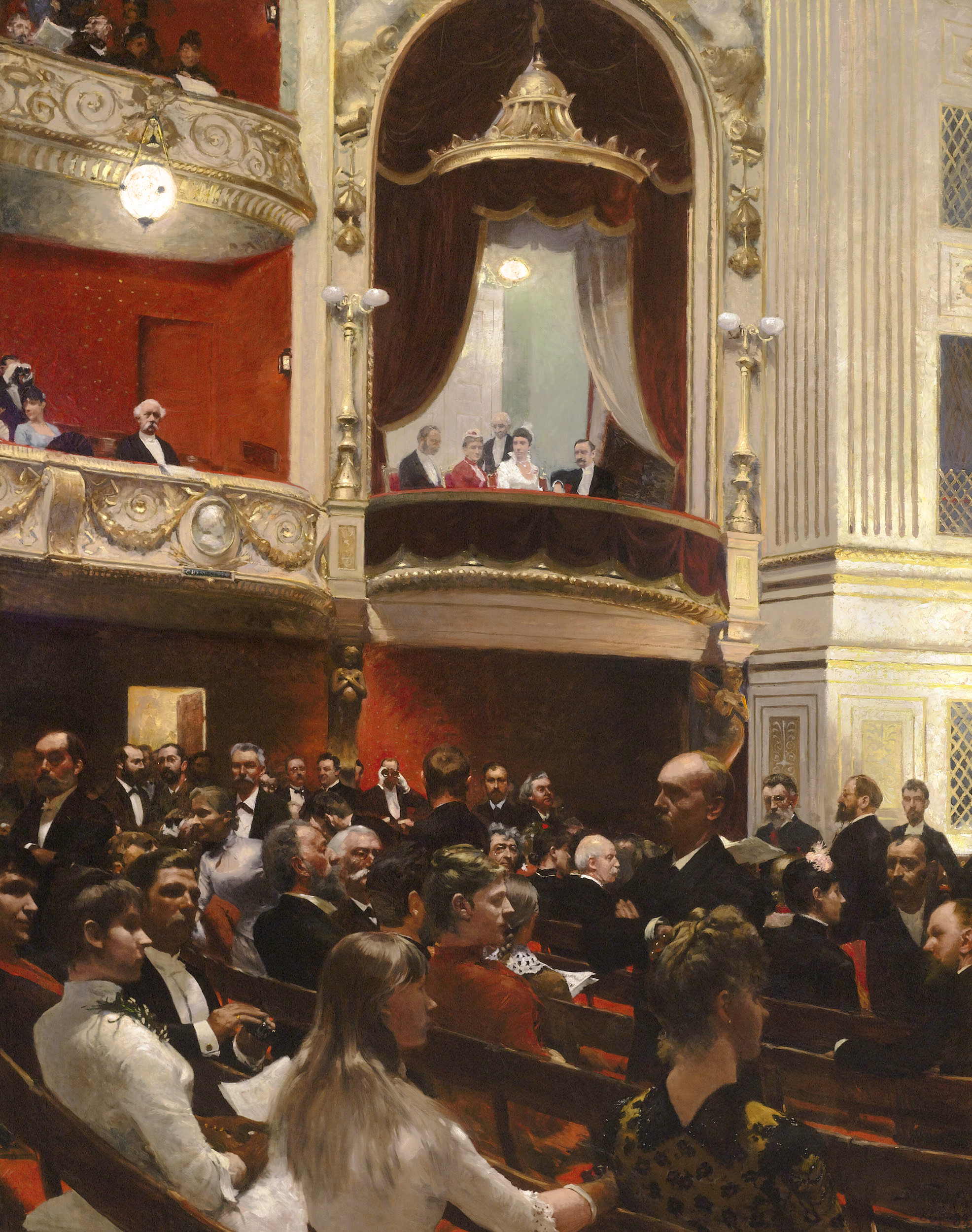
یک شب در تئاتر سلطنتی (۱۸۸۷-۱۸۸۸)
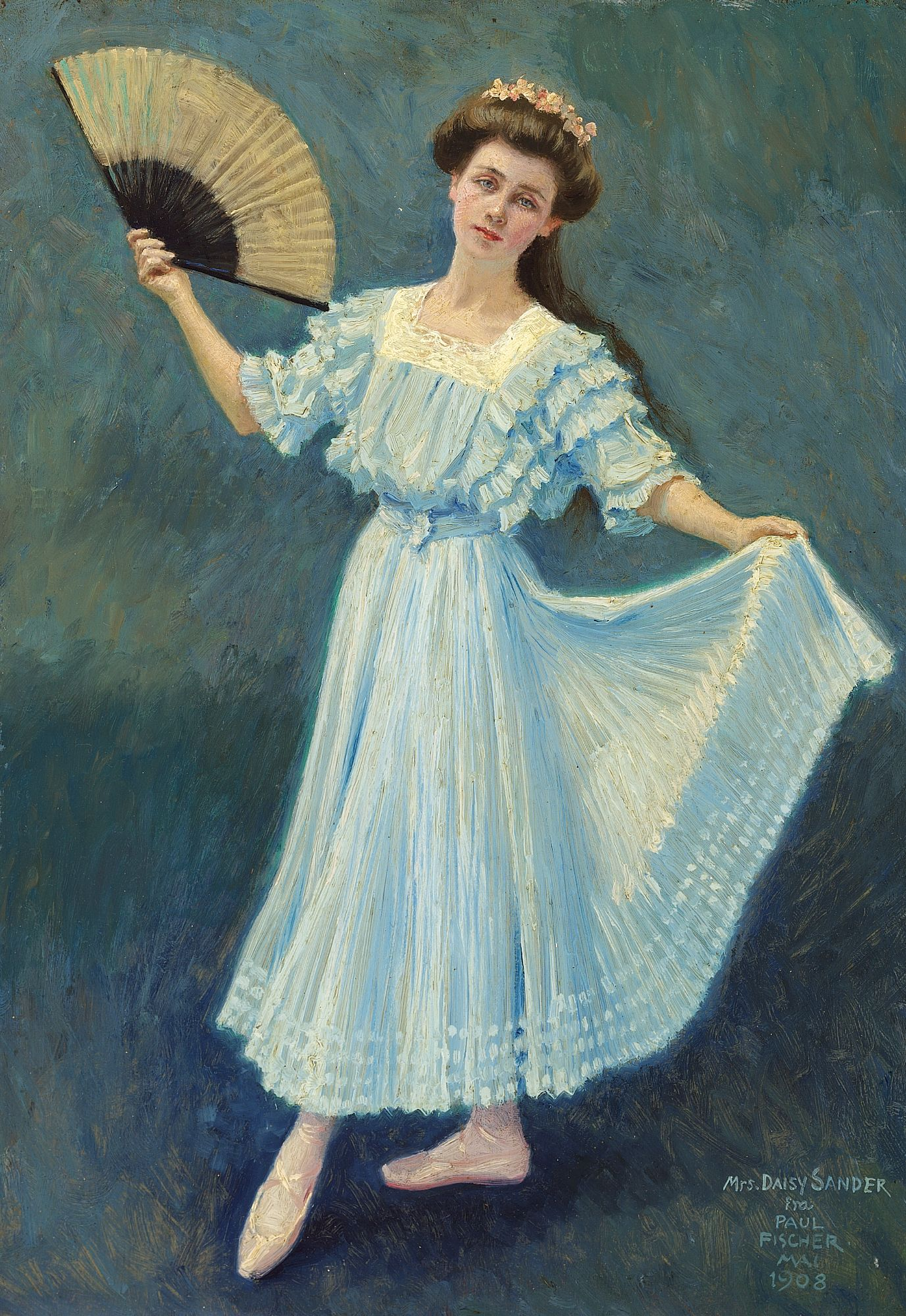
یک بالرین (۱۹۰۸)
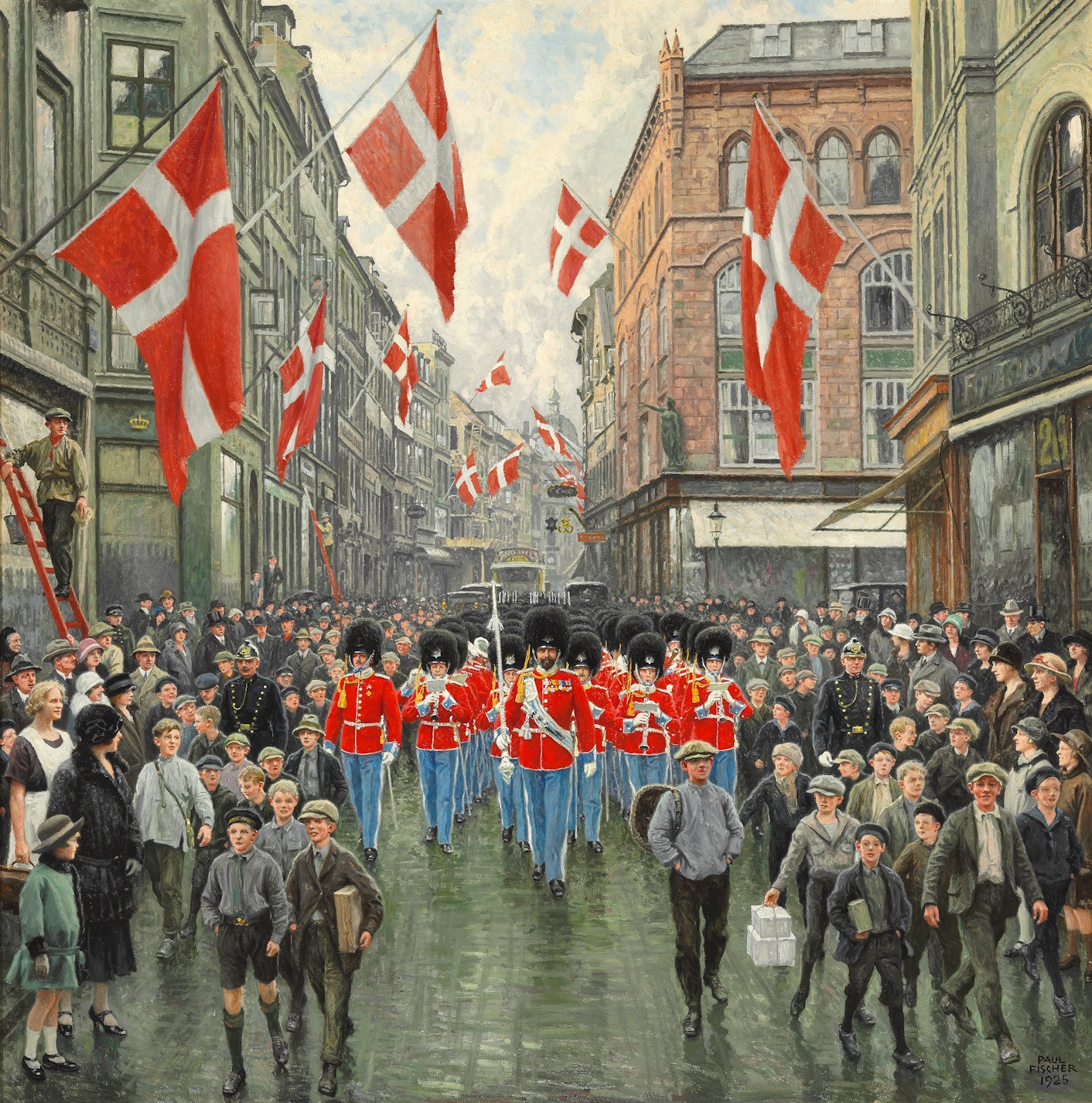
زادروز پادشاه (۱۹۲۵)